# Pustynne węże
Pustynne węże (ang. Sand Serpents) – kanadyjski horror telewizyjny z 2009 roku oparty na scenariuszu Raula Inglisa i reżyserii Jeffa Renfroe.

## Opis fabuły
Afganistan. Kapitan Jen Henle (Tamara Hope) oraz porucznik Richard Stanley (Jason Gedrick) i jego ludzie trafiają do niewoli talibów. Są przetrzymywani w opuszczonej hali. Wkrótce w obozie wybucha panika. Jeńcom udaje się uwolnić. Odkrywają, że obóz zaatakowały gigantyczne węże, które dotąd kryły się pod ziemią.

## Obsada
- Jason Gedrick jako porucznik Richard Stanley
- Tamara Hope jako kapitan Jennifer Henle
- Elias Toufexis jako szeregowy Andrews
- Sebastian Knapp jako szeregowy Oscar Kaminsky
- Michelle Asante jako szeregowy Susan Eno
- Chris Jarman jako sierżant Wilson
- Imran Khan jako Amal
- Andreea Coscai jako Isla